# Operator nilpotentny
Operator nilpotentny – uogólnienie pojęcia macierzy nilpotentnej na operatory pomiędzy nieskończenie wymiarowymi przestrzeniami Banacha.

## Definicja
Niech X będzie przestrzenią Banacha. Ciągły operator liniowy T: X → X nazywany jest  
- nilpotentnym wtedy i tylko wtedy, gdy istnieje taka liczba naturalna k, że Tk = 0.
- quasinilpotentnym wtedy i tylko wtedy, gdy jego widmo składa się wyłącznie z zera, tj. σ(T) = {0}.

Każdy quasinilpotentny operator liniowy na przestrzeni skończenie wymiarowej jest nilpotentny.